# Henriette le Forestier d'Osseville
Henriette le Forestier d'Osseville (Ruan, 19 de abril de 1803 - Londres, 28 de abril de 1858), más conocida por su nombre religioso Madre Santa María, fue una religiosa católica francesa, fundadora de la Congregación de Nuestra Señora de la Fidelidad.

## Biografía
Henriette le Forestier d'Osseville nació el 19 de abril de 1803 en Ruan, en el departamento de Sena Marítimo (Francia), en el seno de una familia noble. Sus padres fueron Théodose Le Forestier, conde de Osseville, y Anne Renée de Valori. Dedicó su vida a la atención y educación de las niñas huérfanas, de especial modo de aquellas que tenían defectos físicos, pues en la sociedad de la época, estas niñas no recibían educación alguna, ya que eran consideradas inadaptas para ello. Según sus biógrafos Le Forestier vivió algunas experiencias místicas, entre las que destaca la aparición de la Virgen de la Fidelidad, gracias a la cual decidió fundar un instituto religioso dedicado a la atención de las huérfanas, la Congregación de las Hermanas de la Caridad de Nuestra Señora de las Huérfanas (conocida hoy como Congregación de Nuestra Señora de la Fidelidad).
Le Forestier fundó el instituto el 26 de febrero de 1831, con la ayuda del religioso Louis Saulet, fundador de los Misioneros de La Délivrande. Escribió unas constituciones basadas en las de la Compañía de Jesús. El día de su profesión religiosa, la fundadora cambió su nombre por el de Madre Santa María. Ella misma fundó los conventos de Douvres-la-Délivrande (1831), Londres (1848; siendo el primer orfanato católico fundado en Inglaterra, luego de la Reforma anglicana) y Roseau (1857), en la isla de Dominica (Antillas Menores). Madre Santa María murió en Londres el 28 de abril de 1858.

## Culto
El proceso de beatificación y canonización de Madre Santa María fue introducido en la diócesis de Bayeux, el 29 de julio de 2006. En estos momentos avanza el proceso informativo diocesano, por lo que en la Iglesia católica se le da el título de sierva de Dios.